# 大學車站 (日本)
大學車站（日语：／ Daigaku eki */?）是一位於日本長崎縣佐世保市、松浦鐵道西九州線的沿線車站，也是松浦鐵道自九州旅客鐵道接手該路線（原JR松浦線）的經營之後所新設的一系列新站之一。

## 簡介
大學車站站名中的「大學」是指位於車站附近的長崎縣立大學。由於站名的緣故，大學車站與同樣位於西九州線上的今福車站都是鄰近地區有名的幸運車票來源，並在站內設有一個上面寫著「祈合格 大學車站」（祈合格　大学駅）祈福字樣的神棚（裡面的神體是由飯盛神社分靈而來）。由於是個無人車站，大學車站並沒有車票的販賣業務，欲購得上面寫有本站站名的車票需至松浦鐵道其他的有人車站轉購，或者松浦鐵道官方網站上也有今福、大學起迄的乘車券或大學（車站）入場券等帶有幸運意義的車票之郵購服務資訊。

## 車站構造
- 側式月台一面一線。
- 無人車站。
- 無車站站房，但月台上設有候車室。

## 車站周邊
- 長崎縣立大學
- 佐世保市立相浦中學
- 佐世保市立相浦小學
- 佐世保市總合運動場
- 長崎短期大學
- 九州文化学園高等學校
- 佐世保實業高等學校

## 歷史
- 1991年3月16日：以松浦鐵道大學前車站之名稱啟用。
- 1994年10月3日：改為目前的大學車站站名。

## 相鄰車站
松浦鐵道
西九州線
相浦－大學－上相浦